# Kjell Bäckman
Kjell Hilding Bäckman (* 21. Februar 1934 in Göteborg; † 9. Januar 2019 in Västra Frölunda) war ein schwedischer Eisschnellläufer.

## Werdegang
Bäckman, der für den IK Wega aus Göteborg startete, nahm von 1953 bis 1971 an nationalen Wettbewerben teil und trat international erstmals in der Saison 1958/59 in Erscheinung. Dabei belegte er bei der Mehrkampfeuropameisterschaft 1959 in Göteborg den 31. Platz und bei der Mehrkampfweltmeisterschaft 1959 in Oslo den 40. Rang im Großen Vierkampf. Im folgenden Jahr wurde er bei den Olympischen Winterspielen in Squaw Valley Zwölfter im 5000-m-Lauf. Im Lauf über 10.000 m lief er mit einer Zeit von 16:14,2 Minuten einen neuen Weltrekord, welcher aber im selben Rennen zweimal unterboten wurde und er damit abschließend die Bronzemedaille gewann. In den folgenden Jahren kam er bei der Mehrkampfeuropameisterschaft 1961 in Helsinki auf den 16. Platz, bei der Mehrkampfeuropameisterschaft 1963 in Göteborg auf den 15. Rang und bei der Mehrkampfweltmeisterschaft 1963 in Karuizawa auf den 35. Platz im Großen Vierkampf. Letztmals international startete er bei der Mehrkampfweltmeisterschaft 1965 in Oslo, wobei er den 33. Platz im Großen Vierkampf errang. Seine beste Platzierung bei schwedischen Mehrkampfmeisterschaften erreichte er im Jahr 1962 mit dem dritten Platz.

## Erfolge

### Olympische Spiele
- 1960 Squaw Valley: 3. Platz 10.000 m, 12. Platz 5000 m

### Mehrkampfweltmeisterschaften
- 1959 Oslo: 40. Platz Großer Vierkampf
- 1963 Karuizawa: 35. Platz Großer Vierkampf
- 1965 Oslo: 33. Platz Großer Vierkampf

### Mehrkampfeuropameisterschaften
- 1959 Göteborg: 31. Platz Großer Vierkampf
- 1961 Helsinki: 16. Platz Großer Vierkampf
- 1963 Göteborg: 15. Platz Großer Vierkampf

## Persönliche Bestleistungen
| Disziplin | Zeit        | Datum            | Ort       |
| --------- | ----------- | ---------------- | --------- |
| 500 m     | 44,3 s      | 24. Februar 1963 | Karuizawa |
| 1000 m    | 1:39,6 min  | 13. März 1971    | Göteborg  |
| 1500 m    | 2:15,4 min  | 25. Januar 1964  | Inzell    |
| 3000 m    | 4:46,2 min  | 10. Januar 1965  | Hamar     |
| 5000 m    | 7:52,0 min  | 25. Januar 1964  | Inzell    |
| 10.000 m  | 16:10,5 min | 25. Januar 1964  | Inzell    |